# Сен-Жюльен-де-Бриола
Сен-Жюлье́н-де-Бриола́ (фр. Saint-Julien-de-Briola) — коммуна во Франции, находится в регионе Лангедок — Руссильон. Департамент коммуны — Од. Входит в состав кантона Фанжо. Округ коммуны — Каркасон.
Код INSEE коммуны — 11348.

## Население
Население коммуны на 2008 год составляло 84 человека.
| 1962 | 1968 | 1975 | 1982 | 1990 | 1999 | 2008 |
| ---- | ---- | ---- | ---- | ---- | ---- | ---- |
| 95   | 108  | 72   | 69   | 79   | 75   | 84   |

## Экономика
В 2007 году среди 43 человек в трудоспособном возрасте (15—64 лет) 32 были экономически активными, 11 — неактивными (показатель активности — 74,4 %, в 1999 году было 59,6 %). Из 32 активных работали 29 человек (16 мужчин и 13 женщин), безработных было 3 (1 мужчина и 2 женщины). Среди 11 неактивных 4 человека были учениками или студентами, 6 — пенсионерами, 1 был неактивным по другим причинам.